# Sveta Trojica, Bloke
Sveta Trojica je naselje v Občini Bloke.

## Opis kraja v 18. stoletju
V drugi polovici 18. stoletja so cerkve v tej okolici vse trdno zgrajene. Hiše so lesene, vendar večinoma podzidane. Potok Sviršca, ki teče po tem predelu, je 1 seženj in pol širok, 2 do 2 čevlja in pol globok, bregova sta nizka, dno ima kamnito in se nikoli ne posuši. Žene mline. Prehoden je brez mostov. Poti so slabe zelo slabe, uporabne le za kmečke vozove, toda navadno po njih le jezdijo. Tukajšnje hribovje je srednje visoko, z globokimi grapami in kotanjami. Na mnogih krajih je lahko dosegljivo tudi brez poti. Gozd je visok in zaraščen. Porasel je s smrekami, jelkami in brezami. Prehoden je le peš.